# Райнс Прібус
Рейнгольд Річард «Райнс» Прібус (англ. Reinhold Richard "Reince" Priebus; нар. 18 березня 1972, Довер, Нью-Джерсі) — американський політик, член Республіканської партії. Колишній голова комітету партії у штаті Вісконсин, у 2011—2017 голова Республіканського національного комітету (центральний національний орган).
З 20 січня до 31 липня 2017 був головою адміністрації Білого дому в уряді президента Трампа.

## Біографія
За походженням батьків має грецькі, німецькі та англійські етнічні коріння, за сповіданням належить до грецької православної церкви США.
1994 року Прібус отримав ступінь бакалавра в Університеті Вісконсин-Вайтвотер, 1998 року — юридичну ступінь в Університеті Маямі. Він був головою республіканців у штаті Вісконсин з 2007 до 2009. Очолив РНК замість Майкла Стіла у січні 2011 року.